# Sant Pere de Manyanet
Sant Pere de Manyanet és una església del poble de Manyanet, al municipi de Sarroca de Bellera (Pallars Jussà) inclosa a l'Inventari del Patrimoni Arquitectònic de Catalunya.

## Descripció
Església de planta rectangular amb capelles i sagristia als laterals. La porta té un arc de mig punt i òcul il·lumina el cor i galeries laterals. La coberta de dues vessants és més baixa als costats. És interessant la base del campanar per les finestres espitllerades de tipus més antic. El campanar, aixamfranat a les cantonades té quatre finestrals amb campanes i la coberta vuitavada és de lloses de pissarra. Una part de la coberta s'ha reparat amb fibrociment (uralita).